# Maxime Carabin
Maxime Carabin, né à Liège le 18 septembre 2000, est un athlète belge. Il concourt, en para-athlétisme dans les épreuves de sprint de la catégorie T52. Il est multiple champion du monde et champion olympique. Il détient plusieurs records du monde, à la fois sur 100, 200 et 400 m.  

## Biographie
Maxime Carabin nait à Liège le 18 septembre 2000,. 
En novembre 2019, il perd l'usage de ses deux jambes et de sa main gauche lors d'un accident survenu au cours d'un match de handball,.
Déjà actif dans le sport, bien qu'étant à un niveau amateur, il ne peut rester inactif malgré son handicap. Comme il le mentionne, « passer de beaucoup de sport à rien du tout, ce n’était pas possible ». S'il essaye le handbike, il le juge trop compliqué et la natation trop contraignante car il ne peut jamais être seul. Huit mois après son accident, il se découvre alors une passion pour le para-athlétisme en fauteuil roulant, déclarant « plus j’en fais, plus je supporte mon handicap »,.
Avec son entourage, il crée en juillet 2023 l'ASBL « Wheeler Forever » dans le but de promouvoir et de faciliter l'accès au para-athlétisme en fauteuil roulant.
Maxime Carabin s'entraine au Royal Football Club de Liège Athlétisme. Il possède un contrat à mi-temps à la Fédération Wallonie-Bruxelles (FWB).

### Polémique autour de son handicap
En février 2025, la RTBF publie une enquête où elle revient sur divers doutes évoqués par des athlètes internationaux ainsi que le comité paralympique lituanien sur la classification du handicap de Maxime Carabin. La catégorie T52 (en) concerne des « athlètes avec une atteinte (une lésion fonctionnelle) totale des jambes et du tronc et une atteinte sévère des bras », semblant en contradiction avec les photos et vidéos pointées par le comité paralympique lituanien. Le comité paralympique suisse et lituanien demandent au comité international paralympique la révision du handicap de Maxime Carabin et un changement de catégorie,.  Plusieurs membres de l’équipe paralympique belge remettent également en doute la classification, témoignant de mouvements de pieds et réflexes « physiquement impossible pour quelqu’un qui revendique une tétraplégie ». La ligue handisport francophone indique qu'elle n'a aucun doute sur la classification de Maxime Carabin.  
Dans son enquête, la RTBF souligne que si Maxime Carabin est classifié au niveau international en 2020 par deux classificateurs (un Algérien et un Américain), il ne l'a pas été au niveau belge et les différents médecins belges constatent « l’absence de lésion qui expliquerait sa paralysie. ». Les tests effectués se concentrent sur le tronc, sans s'intéresser aux membres inférieurs et la classification internationale est dès lors confirmée en Suisse en 2023 et à Dubaï en 2024. De plus, le rapport médical d'une visite chez un neurologue, datant de moins d'un an après son accident de handball, montre que les réactions de Maxime Carabin à des stimuli électriques sont les mêmes que celles d’une personne non atteinte de handicap. Des spécialistes, contactés par le journal, confirment l’absence de pathologie neurologique après la lecture du rapport et d'autres résultats d'examens médicaux. Différents médecins remettent en cause les tests pour la classification internationale, indiquant qu'il est « très facile de passer à travers les mailles du filet ». Maxime Carabin pourrait souffrir de trouble neurologique fonctionnel, connu sous le nom de trouble de conversion. 
Maxime Carabin réfute ses informations et « affirme qu’il se soumettra aux éventuels examens complémentaires que les instances compétentes décideraient d’ordonner » et indique souffrir d'amyotrophie monomélique,. Cependant, différents médecins remettent en cause ce diagnostic car la maladie « ne touche que les membres supérieurs et en principe un seul d’entre eux. Il n’y a donc aucune raison d’être en chaise roulante »,.
Le comité paralympique belge indique prendre en considération cette enquête et que « ça pose beaucoup de questions ». Selon lui, il n'a pas été informé d'une quelconque procédure à son encontre et déclare n'avoir rien remarqué d'anormal dans le dossier de Maxime Carabin. Ce dernier ainsi que la ligue handisport francophone et le comité paralympique belge sont reçus par la ministre Jacqueline Galant le 11 mars 2025,,. Elle indique qu'« à ce jour, aucune preuve formelle ne permet d’établir une tricherie de la part de Maxime Carabin » et attend la décision des instances internationales compétentes, à savoir le Comité Paralympique International et le World Para Athletics. Cette dernière, après avoir reçu le dossier de la part du Comité paralympique belge, demande que Maxime Carabin passe un nouvel examen de certification devant deux médecins qui statueront sur sa classification internationale. Maxime Carabin peut continuer à participer à des courses, son statut étant passé de « confirmed » (confirmé) à « review » (à revoir).

## Résultats en para-athlétisme (catégorie T52)
Ses premiers résultats lui font rencontrer Claude Issorat, qui devient son entraineur, lors d'un stage de détection de la ligue handisport francophone en 2022. Il participe quelques semaines plus tard à l'Open de Paris, au stade Charléty, où il remporte le 100 et le 400 m dans la catégorie T52,.
La même année, il bat le record du monde fauteuil roulant sur 200m (classe T52) lors de la réunion d’athlétisme de Ninove comptant pour la Flanders Cup. Le mois avant, lors des championnats de Belgique d'athlétisme et de para-athlétisme 2022, il bat le record d'Europe du 100 m.
En 2023, il représente la Belgique aux Championnats du monde d'athlétisme handisport 2023 à Paris, où il remporte la médaille d'or sur 100 et 400 mètres,,. Il s'agit de sa première grande compétition internationale. Il bat alors le record du monde 400m en T52.
En 2024, Maxime Carabin bat le record du monde du 100 m au Grand Prix de para-athlétisme de Dubaï. Quelques mois plus tard, il récidive ses performances de Paris en remportant à nouveau les deux médailles d'or du 100 et du 400 mètres sprint aux Championnats du monde d'athlétisme handisport 2024 à Kobe, au Japon,. Il ajoute une troisième médaille en remportant également le 1500 mètres et en établissant des records de championnat dans les trois épreuves.
Aux Jeux paralympiques d'été de 2024 à Paris, Maxime Carabin remporte le 400 mètres sprint. Il bat le record paralympique lors des séries, alors détenu par le Japonais Tomoki Sato depuis les jeux paralympiques d'été de 2020 à Tokyo. Il remporte également aux jeux de 2024 le 100 mètres T52, tout en ayant battu le record paralympique lors des séries,.
En février 2025, lors de l'Open International de para athlétisme de Sharjah aux Émirats arabes unis, il améliore son record du monde en 100 mètres, en 16:01.

### Palmarès

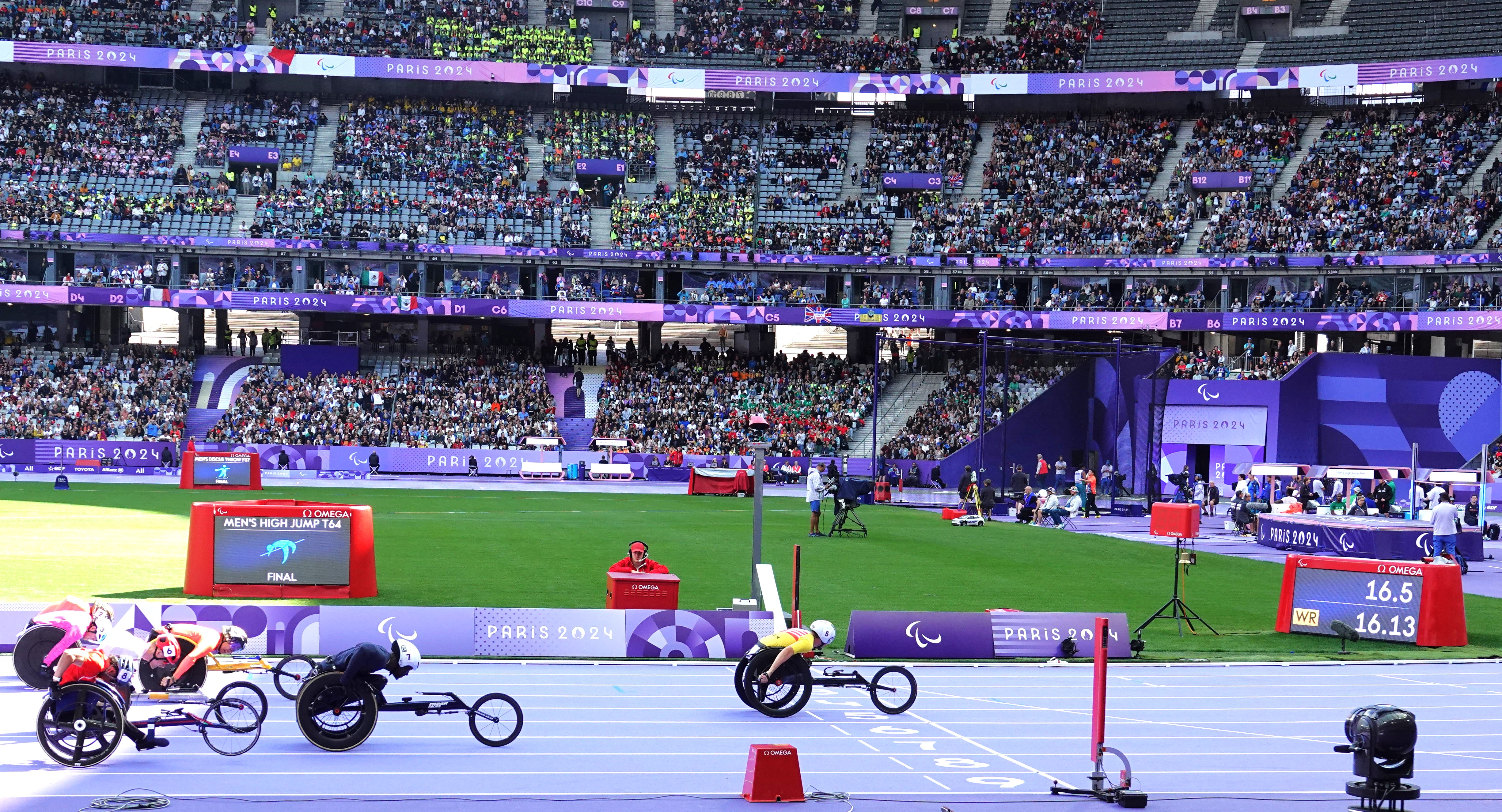
Finale du 100 m des Jeux paralympiques d'été de 2024 à Paris

- Championnats du monde 2023 à Paris
  -  Médaille d'or sur 100m (16.90)
  -  Médaille d'or sur 400m (54.19)
- Championnats du monde 2024 à Kobe
  -  Médaille d'or sur 100m (16.79)
  -  Médaille d'or sur 400m (53.06)
  -  Médaille d'or sur 1500m (3:38.35)
- Jeux paralympiques d'été de 2024 à Paris
  -  Médaille d'or sur 100m (16.79)
  -  Médaille d'or sur 400m (55.10)

## Distinctions et récompenses
- Athlète paralympique belge de l'année (2023)[27]
- Perron d'Or masculin (mérites sportifs de la Ville de Liège) (2023)[28]
- Étincelles de Wallonie (2023)[29]
- Citoyen d'honneur de Liège (2023)[30]
- Médaille du Mérite wallon (M.M.W.) (2024)[31]
- Spike d'or handisport (2024)[32]
- « Wallon de l'année » par l'institut Jules Destrée (2024)[33]